# ナチェズ (ミシシッピ州)
ナチェズ（英: Natchez, Mississippi）は、アメリカ合衆国ミシシッピ州の南西部、アダムズ郡の都市であり、同郡の郡庁所在地である。2010年国勢調査での人口は15,792 人だった。人口では州内第25位である。ミシシッピ川沿いに位置しており、州都ジャクソン市からは南西に約90マイル (140 km)、ルイジアナ州バトンルージュからは北に85マイル (137 km) の位置にある。市名はこの地域を占有していたナチェズ族インディアンから採られた。18世紀にはヨーロッパ人に抵抗していた。
1716年、フランス人開拓者によって設立されており、ミシシッピ川バレー下流部では最古かつ重要なヨーロッパ人開拓地だった。アメリカ合衆国に編入された後のミシシッピ準州およびミシシッピ州の州都でもあった。1822年に州都がジャクソンに移されるまで1世紀以上の間州都だった。ミシシッピ川を見下ろす崖上の戦略的な位置にあり、設立から2世紀の間、地域の交易、商売の中心となり、インディアン、ヨーロッパ人、アフリカ人の文化が交わる場所となった。アメリカ史の中で19世紀前半、西部開拓時代に果たした役割を特に認められている。歴史あるナチェズ・トレイスの南端である。この道はナチェズで荷を降ろした後に、北のオハイオ川バレーの故郷に戻る平底船やkeelboat（en:Keelboat）の多くの水先案内人が利用した。今日、この道を記念するナチェズ・トレイス・パークウェイは、今でもナチェズが南端になっている。
19世紀半ば、特に裕福な南部農園経営者が住民として市内に入り、その願望に合わせた邸宅を建設した。彼等のプランテーションはミシシッピ州とルイジアナ州の低地周辺で広大なものであり、奴隷の労働力を使って綿花やサトウキビを大量に栽培した。上流側北部の都市や下流側ニューオーリンズの双方に向けて、これらの作物を積み出すための主要港となり、その先は大半がヨーロッパに向けて輸出された。農園主の資力によって1860年以前に市内では大きな邸宅を建てられた。その多くが今日も残っており、市の建築と特徴の主要部となっている。20世紀に入っても農業が地域経済の主要部であり続けた。
20世紀、市の経済は下降を続けた。これは1900年代初期にミシシッピ川の蒸気船による交通が鉄道で置き換えられたことが第1の要因であり、鉄道の幾つかはこの川の都市を通らず、商品が通らなくなった。後には地域で多くの雇用機会を提供していた多くの地元工場が出て行った。南北戦争まえの文化をうまく保存していることで、歴史遺産観光の人気ある目的地という位置付けにも拘わらず、1960年以降人口が減り続けている。ルイジアナ州にも跨るナチェズ小都市圏の主要都市であり続けている。

## 歴史

### ヨーロッパ人の接触以前（- 1716年）

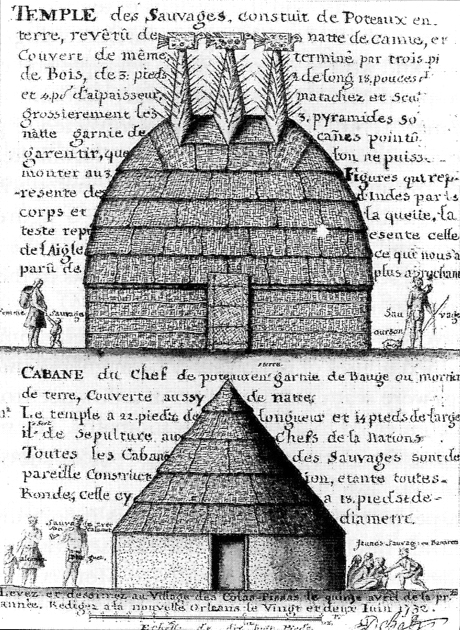
マウンドCのグレートテンプルとサンチーフス小屋、1730年代にアレクサンドル・ド・バッツが描いた

考古学発掘調査に拠れば、西暦8世紀以降、様々な文化を持った先住民が継続してこの地域に住んでいた。ナチェズ市となった当初の場所は、ミシシッピ文化の一部であるプラークマイン文化の人々が建設した、儀式用檀付きマウンドのある大きな村として発展した。考古学の証拠からは、彼等が1200年までに3つの大きなマウンドを造り始めていたことが分かっている。さらに15世紀半ばにも工事が行われていた。
17世紀後半から18世紀初期、プラークマイン文化の後裔であるナチェズ族（ノチと発音された）がこの地を占有した。彼等はエメラルド・マウンドの地域を去った後で、この地を儀式の中心として使った。マウンドBには酋長である「グレートサン」の住居など、マウンドを追加し、マウンドCには特権階級のための寺院と遺体安置所を組み合わせたものを造った。エルナンド・デ・ソト、ラ・サール、ビヤンビルなど初期ヨーロッパ人探検家の多くがこの場所でナチェズ族と接触し、ナチェズのグランドビレッジと呼んだ。彼等の証言はその社旗と村の様子を伝えている。ナチェズ族は貴族と一般人に別れた階級社会を維持し、母系によって繋がっていた。大酋長であるグレートサンはその母の地位によって酋長の位を得ていた。
ナチェズのグランドビレッジは広さが128エーカー (0.52 km2) あり、アメリカ合衆国国定歴史建造物として保存され、ミシシッピ州公文書歴史省によって維持されている。この場所にはマウンドや村から出てきた人工物を収めた博物館、ピクニック用パビリオン、歩道がある。近くにあるエメラルド・マウンドも国定歴史登録財になっている。

### 植民地時代（1716年-1783年）
1716年、フランス人は1714年にナチェズ族領土内に建設していた交易基地を守るためにロザリー砦を設立した。その後は砦の周りに恒久的な開拓地やプランテーションが開発された。「ナチェズ植民地」のフランス人は、土地の利用法や資源について、ナチェズ族と紛争を起こすことが多かった。ナチェズ族の中ではフランス寄りとイギリス寄りの派閥に分かれていった。イギリス人交易業者が東にあるイギリス領植民地からこの地域に入ってきていた。
小さな戦争が幾つか続いた後の1729年11月、ナチェズ族はチカソー族やヤズー族と共に、フランス人を排除するための戦争を始めた。ヨーロッパ人からは「ナチェズ戦争」と呼ばれるようになった。ナチェズ族は地域のナチェズの町やその他にあったフランス人コロニーを破壊した。1729年11月29日に起きたナチェズの虐殺では、男性138人、女性35人、子供56人、合計229人のフランス人開拓者を殺し、ミシシッピ州の歴史では最大のインディアンによる死者数となった。その後の2年間で、フランス人と同盟インディアンによる反撃があり、ナチェズ族の大半は殺されるか、奴隷にされるか、あるいは難民として逃亡を強いられるかした。1731年にナチェズ族指導者と数百人の部族員が降伏した後、フランスは捕虜をニューオーリンズに連れて行き、フランスの首相モーレパ伯爵の命令に従って、奴隷として売却し、サン＝ドマングのプランテーションに労働者として連れて行った。
奴隷化を免れて逃亡した者の多くはクリーク族とチェロキー族に吸収された。離散したナチェズ族の子孫は、連邦政府が認知したマスコギー族の条約部族かつ同盟者であるナチェズ族として認められ、生き残っており、主権政府を持っている。
その後ロザリー砦と周辺の町はナチェズ族の名前に変えられ、イギリス、続いてスペインに支配される時代があった。イギリスはアメリカ独立戦争に敗れた後に、1783年パリ条約の条件下にこの領土をアメリカ合衆国に割譲した。
この条約にスペインは調印しておらず、スペインはイギリスからナチェズの町を取り上げた。スペインはアメリカ植民地人と緩やかな同盟をしており、イギリスが力を消費する方向にその武力を使うことに興味を持っていた。戦争が終わると、スペインは武力で制圧した地域を手放すことを躊躇した。スペインは暫くの間ナチェズの地域を支配したままだった。1784年に行われたナチェズ地区の国勢調査では、人口1,619人となっており、これにはアフリカ系アメリカ人奴隷498人が含まれていた。

### 南北戦争前の時代（1783年-1860年）

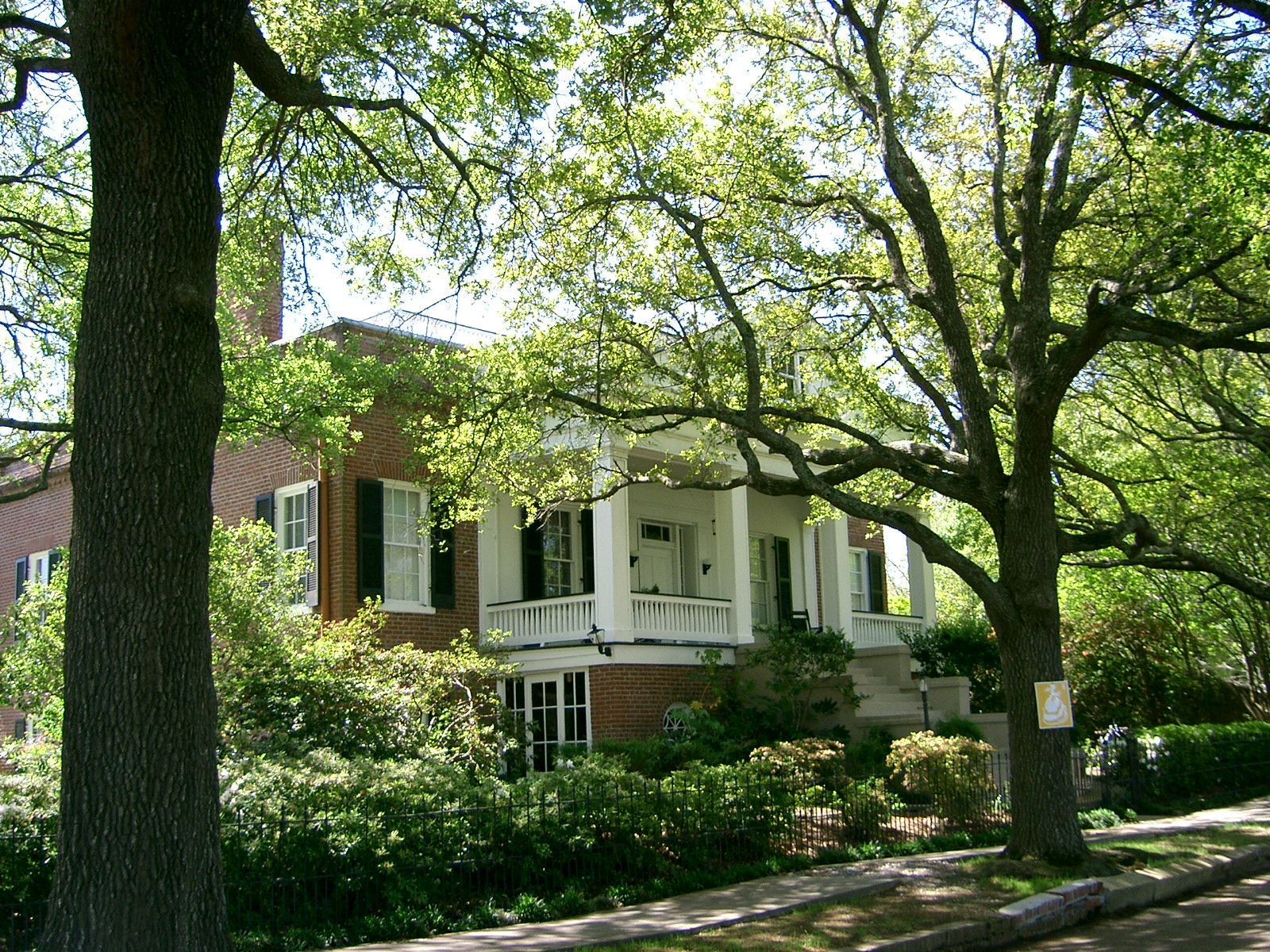
牧師館、ナチェズにある歴史的家屋の1つ

18世紀後半、ナチェズはナチェズ・トレイスの出発点だった。これは元々バッファローのような動物が回遊する獣道だったものをインディアンが使った山道であり、ナチェズから、現在のミシシッピ州、アラバマ州、テネシー州を抜けてテネシー州ナッシュビルまで続いていた。平底船やkeelboat（en:Keelboat）の船員はミシシッピ川で物品を運び、通常はナチェズやニューオーリンズでその船（木材として）を含め物品を売却した。北にある故郷にはナチェズ・トレイスを歩いて戻った。船員はケンタッキー州から来ることが多かったので、「ケインタックス」と地元では呼ばれた。オハイオ川バレー全体で見てもケンタッキー州民の比率が高かった。
1795年10月27日、スペインがサンロレンソ条約に調印し、長く続いていた境界論争を解決した。ナチェズに対するスペインの領有権は正式にアメリカ合衆国に譲られた。そこのスペイン守備隊に公式の命令が届くまで2年以上が掛かった。アイザック・グィオン大尉が率いるアメリカ軍に砦を引き渡し、ナチェズの所有権を譲ったのは1798年3月30日のことだった。
その1週間後、ジョン・アダムズ政権が新設したミシシッピ準州の初代州都になった。準州首都として数年間が経過した後、同じアダムズ郡内の6マイル (10 km) 東にワシントンという新しい首都を建設した。それから約15年経った1817年末、準州が州に昇格したときに、州議会が州都をナチェズに戻した。さらに後に州都はワシントンに戻された。多くの開拓者が地域に入ってきて州の人口重心が北と東に移ってきた1822年、議会は州の中央に近い場所であるジャクソンに州都を移した。
19世紀の初期を通じて、この新生ミシシッピ州の経済活動の中心だった。ミシシッピ川を見下ろす東岸崖上の戦略的な位置にあり、活力ある港に発展することを可能にしていた。地元プランテーション所有者の多くが、ナチェズ・アンダー・ザ・ヒルと呼ばれた揚陸点で蒸気船に綿花を積み込み、下流のニューオーリンズ、あるいは上流のセントルイスやシンシナティに向けて出荷した。綿花はニューイングランド、ニューヨーク、さらにはヨーロッパの紡績、紡織工場に向けて販売され出荷された。
ナチェズ地区は、サウスカロライナ州やジョージア州のシー諸島と共に、国内綿花栽培を始めた土地だった。19世紀初期に綿花の新しい交雑種が作られるまで、これら2地域を除いては国内で綿花は利益のでない作物だった。サウスカロライナ州は18世紀から南北戦争前の時代初期を通じて南部の綿花プランテーション文化を支配したが、ナチェズ地区は初めて交雑種を実験し、綿花ブームを可能にした。歴史家達は、ディープ・サウスに綿花栽培を拡大した主要因を、イーライ・ホイットニーによるコットン・ジンの開発に帰している。それは加工費を下げ、短繊維綿花を取り扱えるようにしたので、綿花を利益の出る作物にした。ディープ・サウスのブラックベルト高地で栽培されたのが、この種の綿花だった。綿花プランテーションは急速に拡大し、南部では奴隷に対する需要を増加させた。
綿花産業の成長によってミシシッピ州に多くの新開拓者を惹き付けたので、彼等は土地を巡ってチョクトー族インデァインと争うようになった。土地の譲渡が続いたにも拘わらず、開拓者はチョクトー族の領土に侵入を続け、それが紛争の元になった。1828年にアンドリュー・ジャクソンが大統領に当選し、インディアン移住を推進し、1830年にはそれを認める法について議会の承認を得た。1831年、チョクトー族を始めとして南東部インディアンのミシシッピ川以西への強制移住が始められた。その後の2年間で15,000人近いチョクトー族が昔からの故郷を離れた。
1840年5月7日、激しい竜巻がナチェズを襲い、269人の死者を出したが、その大半はミシシッピ川で平底船に乗っていた者達だった。全体での死者は317人となり、アメリカ史の中でも2番目に被害の大きいものになている。現在ではグレート・ナチェズ竜巻と呼ばれている。

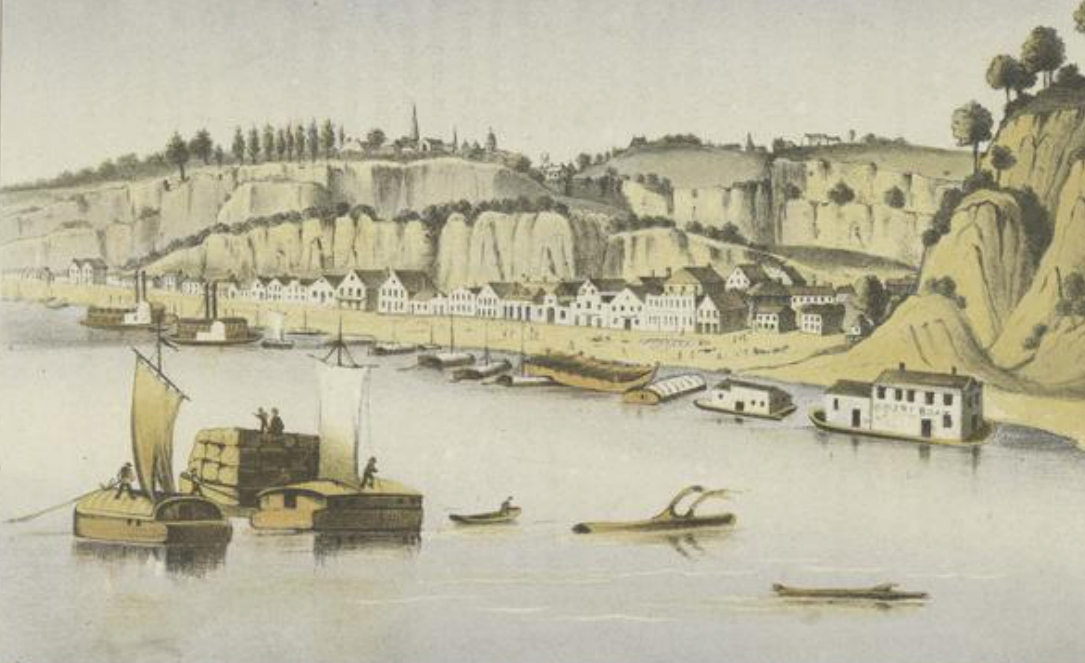
1850年代のナチェズ

ミシシッピ川岸のナチェズがある周辺の地形は丘陵が多い。市は川を見下ろす高い崖の上に立っている。川岸に達するには急峻な道を下ってシルバー通りと呼ばれる上陸点に行く必要があり、対岸のルイジアナ州ビデイリア市周辺の平坦な「デルタ」低地とは対照的である。南北戦争前の時代に多くの邸宅や敷地を造ったのは初期の農園主特権階級だった。多くの者はルイジアナ州にプランテーションを所有していたが、その家屋にはミシシッピ川沿いの高台を選んだ。南北戦争前、人口1人当たりの百万長者数は国内でも最大だった。アーロン・バー、ヘンリー・クレイ、アンドリュー・ジャクソン、ザカリー・テイラー、ユリシーズ・グラント、ジェファーソン・デイヴィス、ウィンフィールド・スコット、ジョン・ジェームズ・オーデュボンなど著名人が訪れることも多かった。南北戦争中に南部の都市のような破壊を免れたので、国内のどの都市よりも戦前の家屋が残っていることを誇りにしている。
ロード・マーケットの裏道はナチェズでも最も多く奴隷の売買が行われた所であり、ミシシッピ州では最も活発な奴隷貿易市場だった。このことで市内の富みを増やすことにも貢献した。市場は2つの通りの交差点にあり、1823年に奴隷交易業者であるテネシー州のアイザック・フランクリンとバージニア州のジョン・アームフィールドが土地を購入してからは特に重要な場所になった。バージニア州とアッパー・サウスから、数万人の奴隷がこの市場を通っていき、多くは陸地を徒歩で運ばれ、ディープ・サウスのプランテーションに向かった。この強制移住の中で100万人以上のアフリカ系アメリカ人がその家族と別れ、ディープ・サウスに移動した。この市場での取引は、北軍がナチェズを占領した1863年夏までに終わった。
1845年のナチェズ大学設立より以前、市の特権階級だけが正式な教育に私的に費用を払える数少ない者達だった。親の多くはあまり教育を受けていなかったが、子供達には権威ある教育を受けさせることに熱心だった。市内では1801年に既に学校が開校されていたが、裕福な家庭の多くは私的な家庭教師や州外の教育機関に頼った。市内のそのように裕福ではない白人に無償教育を提供するために、ナチェズ大学を設立した。様々な経済力の家庭から子供達が教育を受けられたが、生徒の間でも階級の違いが継続し、特に学校の選択と社会的な結びつきの違いが大きかった。違法なことと考えられていたものの、奴隷の子供達も民家でアルファベットと聖書の読み方を白人遊び仲間から教えられることも多かった。

### 南北戦争（1861年-1865年）
南北戦争のとき、ナチェズはほとんど損害を受けないままだった。1862年5月にニューオーリンズが陥落した後、ナチェズ市は北軍海軍の艦隊司令官デヴィッド・ファラガットに降った。北軍の装甲艦が川から町を砲撃したときに、1人の老人と、ロザリー・ビークマンという8歳の少女が殺された。老人は心臓発作で死に、ロザリーは砲弾の破片で死んだ。ユリシーズ・グラント将軍が指揮する北軍が1863年にナチェズを占領した。グラントは暫定的にその作戦本部をナチェズのロザリー邸宅に置いた。
ナチェズ住民の中には連邦政府の権威に反抗的なままの者もいた。1864年、ローマ・カトリック・ナチェズ教区司教ウィリアム・ヘンリー・エルダーは、その教区民にアメリカ合衆国大統領のために祈れという連邦政府命令に従うことを拒否した。連邦政府はエルダーを逮捕し、短期間収監した後、ミシシッピ川の対岸南軍が保持していたバイデイリアに追放した。エルダーはその後ナチェズに戻ることを許され、聖職者としての任務を再開した。エルダーはそこで1800年まで務め、シンシナティの大司教に昇格された。
エレン・シールズの備忘録は、ヤンキーが市を占領したことに対する南部女性の反応を記している。シールズは地元特権階級の一員であり、その備忘録は戦中に起きた南部社会の動揺を描いている。戦中に南部の男性が居なくなったので、多くの特権階級女性はその階級の女性を訪問し、性的なことはヤンキーに頼ることになった。
1860年時点で、ナチェズ地域には340人の農園主が居り、それぞれが250人以上の奴隷を所有していた。農園主の多くは南軍に執着してはいなかった。南部には最近到着したばかりであり、合衆国からの脱退に反対し、北部との社会的経済的結びつきがあった。これら特権階級農園主は南部に対して強い感情的愛着心に欠けたが、戦争が始まるとその多くの息子や甥が南軍に従軍した。チャールズ・ダールグレンも南部に来てから日が浅い者だった。戦前にフィラデルフィアから来てその資産を作り上げた。アメリカ連合国を支持し、1個旅団を率いたが、メキシコ湾岸の防衛に失敗したことを批判された。ヤンキーが入ってきたときは、その間ジョージア州に移動していた。1865年に戻ってきたが、その資産を取り戻すことはなかった。破産を宣言し、1870年には諦めてニューヨーク市に移転した。
戦後ナチェズの白人はさらにアメリカ連合国を支持するようになった。失われた大義の神話が、南部敗北を説明する手段となった。それは直ぐに絶対的な理論となり、祝賀行事、演説会、クラブ、彫像で強化された。この伝統を創設し維持することに貢献した主要組織は、南軍の娘達連合と南軍退役兵連合だった。ナチェズや他の都市で、地元の新聞や退役兵が失われた大義維持のための役割を果たしたが、特権階級の女性は、1890年のメモリアルデイに除幕された南北戦争記念碑など、特に墓地や祈念碑の設立に重要な役割を果たした。失われた大義は南部史の再定義において、非戦闘員である女性が中心の出来事であると主張することを可能にした。

### 南北戦争後（1865年-1900年）
戦後、ミシシッピ川の輸送業の大半が再開され、ナチェズは急速に経済力を回復した。換金作物は依然として綿花だったが、奴隷の労働はほとんど小作人によって置き換えられた。綿花に加えて木材のような地元産業が発展し、市の桟橋から輸出される商品に加えられた。その入れ替わりに、シンシナティ、ピッツバーグ、セントルイスなど北部の市場から加工品が入ってくるようになった。
19世紀のミシシッピ川を使った交易で市の著名な位置付けは、1823年から1918年まで下流に動いた「ナチェズ」と名付けられた9隻の蒸気船で表された。多くはトマス・P・レザーズ船長が建造し、指揮したものであり、ジェファーソン・デイヴィスはレザーズに南軍海軍ミシシッピ戦隊を任せようと考えたほどだった。1885年、セントルイスとニューオーリンズの間で豪華な蒸気船を運航したことで知られるアンカー汽船がその「自慢の船」として「シティ・オブ・ナチェズ」を進水させた。この船は1年間運航されたが、1886年12月28日にイリノイ州カイロで起きた火災で失われた。1975年以降ニューオーリンズの観光船が「ナチェズ」と名付けられている。
川による交易は20世紀に入った頃まで市の経済的成長を続けさせたが、蒸気船による輸送は鉄道に置き換えられ始めた。20世紀が進むに連れて、鉄道が通らなかった川沿いの多くの町と同様に、市の経済は衰退していった観光業がこの衰退を和らげることに貢献した。
戦後、さらにレコンストラクション時代、ナチェズの家事使用人の世界は、奴隷解放と自由に反応して幾らか変化した。戦後も大半の家事使用人の大半は黒人女性であり続けた。子供を養っている女性が多く、給与は安かったが、家族を維持するために重要な収入となった。白人従業員は奴隷所有者と奴隷の関係を特徴づけていた父系社会を継続することが多かった。白人従僕よりも黒人労働者を好むことが多かった。家事使用人として働く白人の男女は通常、庭師や家庭教師のような職業となり、黒人はコック、女中、選択人として働いた。

### 1900年以降
ナチェズにある女子用スタントン・カレッジは、短期間南部の白人特権階級の娘を教育した。1858年に個人邸宅として建てられたスタントン・ホールにあった。20世紀初期、このカレッジは農園主階級の娘達と新しい商売人エリートの娘達が出遭う場所になった。伝統的な両親とより近代的な娘達の相互作用が起きる場所にもなった。若い女性は社交クラブや文学社会に入り、親類や家族の友人との関係維持にも貢献した。授業には適切な挙動と手紙の書き方、さらには上流社会の貧乏を味わっている者が生活できるようにする技能などがあった。少女達は服装規定や規則で縛られることが多かったが、両親の社会的価値を再現することもできた。スタントン・ホールは20世紀後半にアメリカ合衆国国定歴史登録財に指定された。
町がミシシッピ川沿いにあることで、活発なナイトライフの歴史もあった。1940年4月23日に起きた市内黒人用ダンスホールであるリズム・ナイトクラブの火事で209人が死んだ。地元紙は「203人のニグロが50セントのチケットを買って、あの世に旅立った」と記した。この火事はアメリカ史のなかでも4番目に犠牲者の多いものになっている。ブルースの幾つかの曲がこの悲劇に敬意を払い、ナチェズ市のことを歌っている。

### 公民権運動時代とコールドケース
1960年代初期、公民権運動が幾らかの成功を収めて、ジェームズ・メレディスが黒人として初めてミシシッピ大学入学を認められたが、ナチェズは人種統合に反対するクー・クラックス・クラン活動の中心となり、1965年に最大のクラン組織となったユナイテッド・クランズ・オブ・アメリカのグランド・ドラゴンであるE・L・マクダニエルが、ナチェズのメインストリート114に事務所を開いた。1964年8月、マクダニエルはナチェズでユナイテッド・クランズ・オブ・アメリカの支部を設立し、アダムズ郡市民改善協会の名前の影に活動していた。
フォレスト・A・ジョンソン・シニアは暴力行為があったにも拘わらず、ナチェズで尊敬される白人弁護士であり、クランに対して反対する発言をし、記事を書き始めた。1964年から1965年、「ミス・ルー・オブザーバー」と呼ぶ新機軸の新聞を出版し、毎週クランについて取り上げた。クラン会員やその支持者はジョンソンの法律実務に対して経済的ボイコットを行い、財政的に破綻に近いものにさせた。
.
ミシシッピ州主権委員会の調査員で住民の行動を見張っていたA・E・ホプキンスは、1964年10月の報告書で、連邦捜査局がアダムズ郡に大挙入ってきたと記しており、それは次の理由だった。
この地域で幾つかの教会を焼いたとされ、また幾つかの爆破事件や数人のニグロを鞭で叩いた事件があったので、さらにミードビルのニグロ2人が殺されてミシシッピ川で発見されたこと、ミシシッピ州フィラデルフィアからの公民権運動活動家3人が殺され、連邦、州、地方の警察が捜査していること。
この時までに100人以上のFBIエージェントがフィラデルフィア捜査の一部として地域に居り、不明になっていた公民権運動家3人は殺されてダムに埋められていた。
FBIは人種間暴力を統制下に置こうとした。この時期2年間、ナチェズのFBIエージェントであるビル・ウィリアムズは、2005年のインタビューで、「地域の人種戦争は『決して語られない話』であり、1864年のナチェズは『州にとって、次の数年間のために人種問題と反公民権運動の焦点に』なっていた」と語った。
1965年、教育委員会が人種統合を奨励してから2週間後、ナチェズの全米黒人地位向上協会役人ジョージ・メトカーフが、自動車爆弾で重傷を負った。1967年2月27日、ワーレスト・ジャクソン・シニアが、アームストロング・ゴム会社で働いてから帰宅する途中で、運転していたトラックの自動車爆弾が破裂して殺された。ジャクソンは最近昇進したばかりであり、以前は白人のために「保留」された地位に就いていた。ジャクソンは朝鮮戦争の退役兵であり、結婚し、5人の子供の父であり、黒人地位向上協会では財務官も務めていた。その殺人事件が解決されることはなく、誰も告発されなかった。
1966年、アメリカ合衆国議会下院非米活動委員会が、現在あるいは元クー・クラックス・クランのメンバーだったナチェズ市民のリストを公刊した。それにはインターナショナル製紙工場の従業員70人や、ナチェズ警察署とアダムズ郡保安官部のメンバーも含まれていた。アメリカ合衆国議会下院行動委員会は、ミシシッピ・ホワイト・キャップスなど少なくとも4つの白人至上主義者テロリスト・グループが1960年代にナチェズで活動していたと報告した。ミシシッピ・ホワイト・キャップスは市中に匿名のチラシを配布し、「悪党と雑種」を脅していた。「白人種保存のためのアメリカ人」は1963年5月に、ナチェズ住民9人によって設立されていた。
コットンマウス・モカシン・ギャングはクロード・フラー、ナチェズのクランであるアーネスト・アバンツおよびジェイムズ・ロイド・ジョーンズによって設立された。1966年6月、彼等はナチェズ住民ベン・チェスター・ホワイトを殺害しており、これはマーティン・ルーサー・キング・ジュニア博士を暗殺するためにナチェズに誘き出す計略の一部だったとされている。クラン会員3人が殺人容疑で逮捕され、州によって告発された。それぞれの事件では、圧倒的な証拠があり、ジョーンズの事件では自白まであったが、どの告発も取り消されるか、全てが白人の陪審員団によって無罪とされた。黒人は1890年以来州法によって選挙権を剥奪されており、投票できなかったので、陪審員からは排除されていた。
1964年、ディーとムーアの誘拐と殺人容疑で逮捕されたジェイムズ・フォード・シールは、州地区検察官がこの事件を送付しないと決めた時に釈放された。この事件が2000年以降に蒸し返され、FBIが捜査した。シールは司法省によって逮捕され告発された。2007年に連符裁判所で裁かれ、有罪となった。2011年、76歳の時に連邦刑務所で死んだ。
FBIはナチェズのホモチット国有林にあるプリティ・クリーク近くの国有地でベン・チェスター・ホワイトが殺害されたことがわかり、そのことで管轄権がFBIにあることになった。1999年、事件の捜査を再開し、2000年にアーネスト・アバンツを告発した。2003年にアバンツは有罪となり、終身刑を宣告された。アバンツは2004年に72歳で刑務所の中で死んだ。
2011年2月、インベスティゲーション・ディスカバリー・チャンネルの『不正ファイル』が、公民権運動時代に関わるコールドケース殺人を3回にわたって報道した。第1話は1967年に殺されたワーレスト・ジャクソン・シニアの話だった。これはFBIとの協業の一部であり、2007年の発案で公民権運動の事件を捜査し告発するために始まっていた。

### 自然災害
2005年8月、ハリケーン・カトリーナの後で、ナチェズはミシシッピ州とルイジアナ州海岸部住民の避難場となった。テント、ホテルの部屋、貸部屋、連邦政府緊急管理機関の交付金、および動物用シェルターを提供した。この災害期間に燃料支給のルートを確保できており、影響の大きい地域に基礎電力を送り、配給食料を受け取り、治安を維持し、他地域からの訪問者を援助した。パークウェイ・バプテスト教会など多くの教会が緊急避難所として使われた。ハリケーンの後の数か月間仕える家の大半が購入されるか借りられ、その中にはナチェズを恒久的な住処とする者もいた。
2011年5月19日、ミシシッピ川の洪水は最高水位61.9フィート (18.9 m) に達し、1930年代以来の記録となった。

### 映像と記憶
ナチェズの歴史的に裕福で著名な家族はナチェズ巡礼を使ってきており、これは南北戦争前の奴隷所有社会の懐古的映像を映し出すために、印象的な戦前の邸宅を毎年回るものである。しかし、公民権運動以降、ナチェズの公的な歴史に黒人の経験を付け加えたいと考える黒人から、次第に異議がでるようになってきた。著作家ポール・ヘンドリクソンに拠れば、「黒人はナチェズ巡礼の一部ではなかった」とされている。

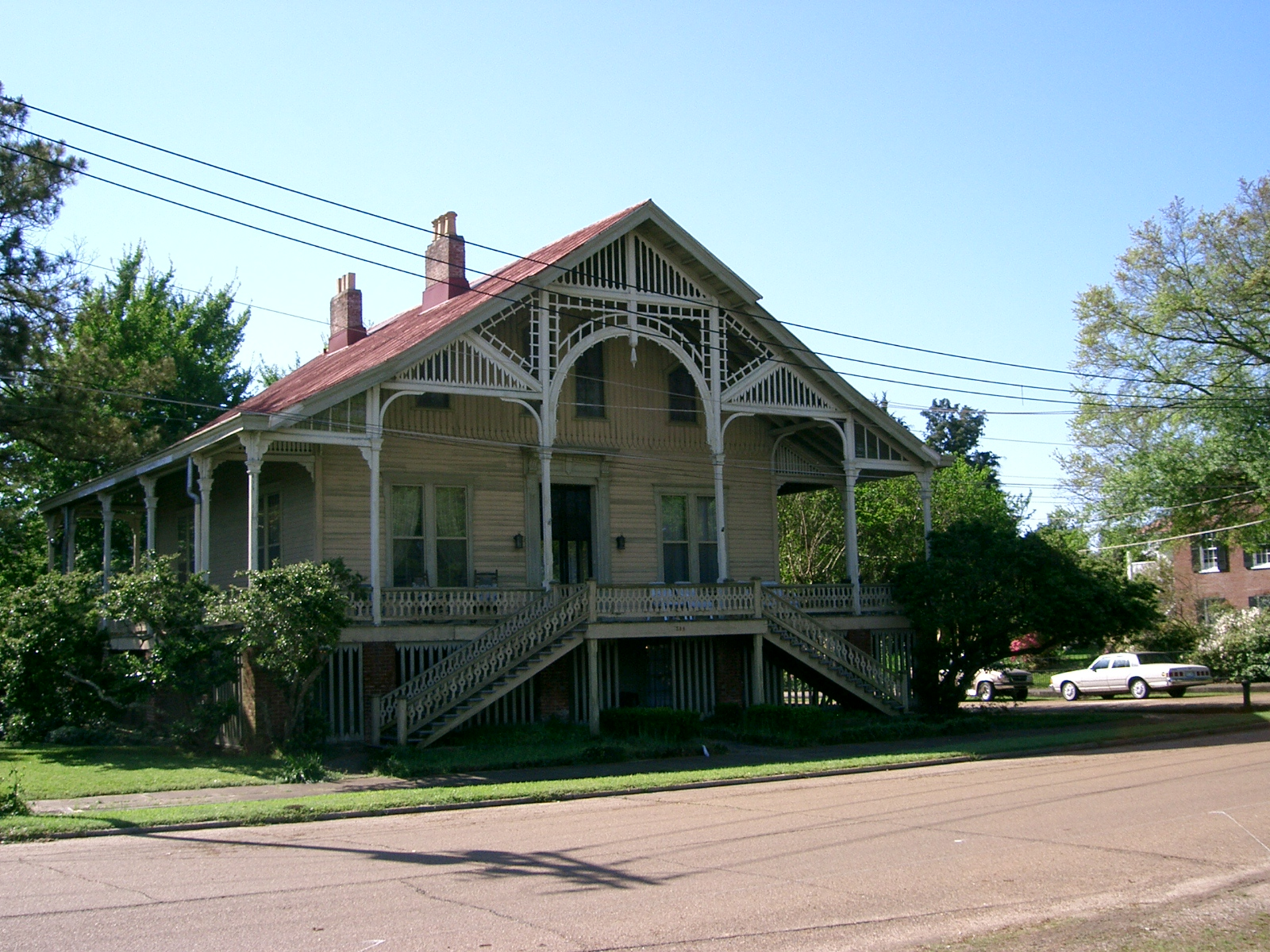
ブロードウェイ通りの家屋、アイデルワイス

ナチェズの黒人地位向上協会指導者による1966年公民権運動に関するシネマ・ベリテでの証言は、映画監督エド・ピンカスの映画『ブラック・ナチェズ』で描かれている。この映画は1965年の公民権運動絶頂期に、ディープ・サウスで黒人社会を組織化する試みに焦点を当てている。ある黒人集団が、秘密武装防衛集団であるディーコンズ・フォー・ディフェンスの支部を立ち上げる。その社会はより保守的なものと活動的なものの間で分裂する。
1988年冬までに、国立公園局がメルローズ邸宅周りにナチェズ国定歴史公園を設立した。4年後に市内のウィリアム・ジョンソン邸が追加された。国立公園局が行うツアーではさらに複雑な過去の情景を提示する傾向にある。
歴史的地区は南北戦争前の背景として、ハリウッド映画に使われてきた。ウォルト・ディズニー・ピクチャーズの1993年映画『ハック・フィンの冒険』は一部が撮影された。1982年のテレビ映画『ラスカルと泥棒達: トム・ソーヤーとハック・フィンの冒険』もここで撮影された。テレビのミニシリーズ『ビューラーランド』や、ラルフ・ウェイトが主演したテレビドラマ『ミシシッピ』でもナチェズで撮影したシーンが使われている。
2007年、アメリカ合衆国コートハウスが開設された。これは歴史あるホールを用途を変えるために改修したものだった。古いホールの一部は第一次世界大戦に貢献したナチェズ市とアダムズ郡地元の男女にとって、ジム・クロウ法時代の記念碑だった。1924年、この記念碑は「ナチェズ・デモクラット」紙の記事となり、戦争に従軍した黒人兵を代表するものに掛けていると記していた。ある記事では記念碑を時代に合わせ、古い記念碑は引退させることを示唆していた。2011年11月10日、新しい銘板が付け加えられ、古い銘板に入っていなかった黒人兵592人と白人兵107人の名前が加えられた。

## 地理
ナチェズは北緯31度33分16秒 西経91度23分15秒 / 北緯31.55444度 西経91.38750度(31.554393, −91.387566)に位置する。
アメリカ合衆国国勢調査局に拠れば、市域全面積は13.9平方マイル (36 km2)、このうち陸地は13.2平方マイル (34 km2)、水域は0.6平方マイル (1.6 km2)で水域率は4.62％である。

### 気候
ナチェズは温暖湿潤気候にある。
| ナチェズの気候             | ナチェズの気候 | ナチェズの気候 | ナチェズの気候 | ナチェズの気候 | ナチェズの気候 | ナチェズの気候 | ナチェズの気候 | ナチェズの気候 | ナチェズの気候 | ナチェズの気候 | ナチェズの気候 | ナチェズの気候 | ナチェズの気候  |
| 月                         | 1月            | 2月            | 3月            | 4月            | 5月            | 6月            | 7月            | 8月            | 9月            | 10月           | 11月           | 12月           | 年              |
| -------------------------- | -------------- | -------------- | -------------- | -------------- | -------------- | -------------- | -------------- | -------------- | -------------- | -------------- | -------------- | -------------- | --------------- |
| 最高気温記録 °F （°C）     | 83 (28)        | 85 (29)        | 91 (33)        | 92 (33)        | 99 (37)        | 102 (39)       | 102 (39)       | 105 (41)       | 103 (39)       | 98 (37)        | 87 (31)        | 83 (28)        | 105 (41)        |
| 平均最高気温 °F （°C）     | 58.3 (14.6)    | 63.0 (17.2)    | 71.3 (21.8)    | 78.5 (25.8)    | 84.3 (29.1)    | 89.6 (32)      | 91.5 (33.1)    | 91.4 (33)      | 87.3 (30.7)    | 79.6 (26.4)    | 69.7 (20.9)    | 61.7 (16.5)    | 77.2 (25.1)     |
| 平均最低気温 °F （°C）     | 37.5 (3.1)     | 40.4 (4.7)     | 47.9 (8.8)     | 55.4 (13)      | 62.1 (16.7)    | 68.7 (20.4)    | 71.7 (22.1)    | 70.8 (21.6)    | 66.0 (18.9)    | 54.4 (12.4)    | 47.5 (8.6)     | 40.6 (4.8)     | 55.3 (12.9)     |
| 最低気温記録 °F （°C）     | 4 (−16)        | 8 (−13)        | 18 (−8)        | 28 (−2)        | 30 (−1)        | 49 (9)         | 55 (13)        | 50 (10)        | 40 (4)         | 27 (−3)        | 18 (−8)        | 5 (−15)        | 4 (−16)         |
| 降水量 inch （mm）         | 6.44 (163.6)   | 5.03 (127.8)   | 6.74 (171.2)   | 6.07 (154.2)   | 5.49 (139.4)   | 4.68 (118.9)   | 4.03 (102.4)   | 3.89 (98.8)    | 3.73 (94.7)    | 3.97 (100.8)   | 5.58 (141.7)   | 6.44 (163.6)   | 62.09 (1,577.1) |
| 出典1：The Weather Channel |                |                |                |                |                |                |                |                |                |                |                |                |                 |
| 出典2：Intellicast         |                |                |                |                |                |                |                |                |                |                |                |                |                 |

## 人口動態
以下は2000年の国勢調査による人口統計データである。
| 基礎データ - 人口: 18,464 人 - 世帯数: 7,591 世帯 - 家族数: 4,858 家族 - 人口密度: 540.1人/km2（1,398.3 人/mi2） - 住居数: 8,479 軒 - 住居密度: 248.0軒/km2（642.1 軒/mi2） 人種別人口構成 - 白人: 44.18% - アフリカン・アメリカン: 54.49% - ネイティブ・アメリカン: 0.11% - アジア人: 0.38% - 太平洋諸島系: 0.02% - その他の人種: 0.18% - 混血: 0.63% - ヒスパニック・ラテン系: 0.70% 年齢別人口構成 - 18歳未満: 26.5% - 18-24歳: 8.8% - 25-44歳: 24.3% - 45-64歳: 22.4% - 65歳以上: 18.0% - 年齢の中央値: 38歳 - 性比（女性100人あたり男性の人口） - 総人口: 81.5 - 18歳以上: 76.6 | 世帯と家族（対世帯数） - 18歳未満の子供がいる: 29.7% - 結婚・同居している夫婦: 36.5% - 未婚・離婚・死別女性が世帯主: 23.5% - 非家族世帯: 36.0% - 単身世帯: 32.4% - 65歳以上の老人1人暮らし: 14.6% - 平均構成人数 - 世帯: 2.37人 - 家族: 3.00人 収入と家計 - 収入の中央値 - 世帯: 25,117米ドル - 家族: 29,723米ドル - 性別 - 男性: 31,323米ドル - 女性: 20,829米ドル - 人口1人あたり収入: 16,868米ドル - 貧困線以下 - 対人口: 28.6% - 対家族数: 25.1% - 18歳以下: 41.6% - 65歳以上: 23.3% |

## 教育
市内にはアルコーン州立大学ナチェズ・キャンパスがあり、その中には看護学校と実業学校、大学院実業プログラムがある。実業学校では経営学修士号資格を提供しており、またナチェズ・キャンパスから他の実業授業もある。経営学修士号過程にはミシシッピ州南西部やその先から、幅広い学問的訓練と準備を終えた学生が集まってきている。ナチェズ・キャンパスにある両校は地域の学生がミシシッピ州南西部の人々の経済機会に重要な影響を与えることを可能にする技術を提供している。ナチェズ・キャンパスは、キャンパス全体のワイファイや、講義を電子配布するための電子白盤など、近代的技術を駆使した施設である。実業学校は継続学習コースや地域社会と企業に利益を生むワークショップもある。また図書館支所も運営している。
コピア・リンカーン・コミュニティカレッジもナチェズでキャンパスを運営している。
ナチェズ市とアダムズ郡は公共教育体系であるナチェズ・アダムズ教育学区を運営している。小学校4校、中学校1校、オールターナティブスクール1校、高校1校の他、フォーリン職業訓練校もある。
私立学校や教区学校も幾つかある。トリニティ・エピスコパル・デイスクールはトリニティ・エピスコパル教会が設立した。アダムズ郡キリスト教学校と共にミシシッピ独立学校のメンバーである。カトリック系ではカセドラル・スクールとホリー・ファミリー・カトリック・スクールがある。

## 大衆文化の中で
ナチェズはベストラー小説幾つかの背景として使われてきた。グレッグ・アイルズの『魔力の女』（Sleep No More）や『天使は振り返る』（Turning Angel）、ジョン・グリシャムの『謀略法廷』（The Appeal）がこれに該当する。
ドミニク・モリソーによる2011年に戯曲『Follow Me to Nellie's』は1955年のナチェズを舞台にしている。
ブロークン・リザードの映画『Puddle Cruiser』では、ナチェズが言及される。
1950年代後半のテレビ番組『Maverick』の詩でもナチェズが言及されている。
ユードラ・ウェルティの短編『A Worn Path』や『Old Mr. Marblehall』の舞台になっている。
映画『Fletch Lives』では、チェビー・チェイスが演じる役柄が、バイカー・バーでナチェズからのナチと呼ばれる集団に駆け込むことになる。

## 交通

### 主要高規格道路
アメリカ国道61号線はミシシッピ川と並行に南北に走り、ナチェズとポートギブソン、ウッドビル、およびルイジアナ州バトンルージュとを繋いでいる。
アメリカ国道84号線は東西に走ってミシシッピ川を越え、ビデイリアとブルックヘイブンを繋いでいる。
アメリカ国道65号線はナチェズからミシシッピ川西岸に沿って北に向かい、フェリデイを抜けてルイジアナ州ウォータープルーフに向かう
アメリカ国道98号線はナチェズから東のビュードとマコームに向かう。
ミシシッピ州道555号線はナチェズの中心から北に州道554号線と合流するまでを走る。
ミシシッピ州道554号線は市の北側からアメリカ国道84号線と合流するまでを走る。

### 鉄道
ナチェズ市は貨物のみを運ぶ鉄道が通っている。

### 空港
市内に一般用途空港のナチェズ・アダムズ郡空港がある。定期商業便のある空港はバトンルージュ・メトロポリタン空港が最も近く、アメリカ国道61号線経由で南に85マイル (137 km) の距離にある。

## 郊外部
ナチェズ市は以下の町に囲まれており、集合的に「ミス・ルー」と呼ばれている。
- キャノンズバーグ
- チャーチヒル
- クローバーデール
- クランフィールド
- キングストン
- モーガンタウン
- パインリッジ
- ロクシー
- シブリー
- スタントン
- ワシントン
- フェリデイ、ルイジアナ州
- ジョーンズビル、ルイジアナ州
- ビデイリア、ルイジアナ州

## 著名な出身者
- ヴァリナ・デイヴィス、アメリカ連合国のファーストレディ、ナチェズで生まれ育ち、結婚した
- アレクサンダー・オニール、R&B 歌手
- ハウンド・ドッグ・テイラー、ブルース歌手、スライドギター奏者
- リチャード・ライト小説家、代表作は『アメリカの息子』や『ブラックボーイ』 、ナチェズから東に22マイル (35 km) のロクシーにあるラッカー・プランテーションで生まれた